# 科索沃解放軍
科索沃解放軍（缩写為）是一个在1996年到1999年之間活躍於科索沃戰爭，爭取以科索沃独立于南斯拉夫联盟共和国為目標，並且与塞尔维亚共和国（當時為南斯拉夫聯盟共和國的成员国）政府互相對抗的阿爾巴尼亞裔武裝组织。有许多科索沃解放军領導人和成員極力提倡和支持大阿爾巴尼亞民族主義概念，他們認為要以武力手段捍衛阿爾巴尼亞人在科索沃的各種權益，是因為塞爾維亞政府故意把在科索沃居住的阿爾巴尼亞人加以屠殺和迫害、消滅屬於阿爾巴尼亞人的古蹟、以武力手段阻止科索沃獨立，以及故意詆毀阿爾巴尼亞的傳統文化和宗教信仰而導致的。

## 背景
在整個南斯拉夫瓦解的過程當中，科索沃是首先發難的一方。1981年，狄托去世一年後，科索沃首先爆發了大規模的暴動。而科索沃阿爾巴尼亞人與塞爾維亞人的衝突，導致塞爾維亞政府在1989年頒布的新憲法，剝奪科索沃的自治權。在南斯拉夫社會主義聯邦共和國當中，科索沃首先於1990年宣布獨立。但是在其他共和國爆發內戰的期間，科索沃卻沒有爆發戰鬥。一直要到1995年岱頓協定之後，科索沃解放軍才開始以武力爭取獨立，并因为屠杀当地塞族人被美国国务院宣布为“恐怖主义组织”。

## 科索沃戰爭
科索沃解放军的主要先驱是科索沃人民运动。在1997年至1999年的科索沃戰爭中，數百至千名來自中東與世界各地的聖戰者加入阿爾巴尼亞人主導的科索沃解放軍，與塞爾維亞中央政府和馬其頓部隊作戰，其中與通曉阿拉伯語的科索沃解放军領導人創建了自己的單位，其参与的规模最大的战斗是科沙雷战役。在戰後大多數的聖戰者回到其原鄉，但也有少部分成為科索沃與馬其頓的公民。
1998年，塞爾維亞領導人米洛塞維奇決定要鎭壓科索沃阿裔的獨立運動，導致十萬阿裔流離失所，引發國際關注。因而使得1999年北大西洋公約組織以人道為理由發動武力干涉。在對塞爾維亞進行了近80天的轟炸攻擊行動後，米洛塞維奇最終被迫於簽訂和約，將科索沃交由國際託管。6月10日，依據和約，聯合國安理會1244號決議設立「聯合國科索沃臨時行政當局特派團（United Nations Interim Administration Mission in Ko-sovo, UNMIK）」，南斯拉夫軍隊（塞爾維亞語：Vojska Jugoslavije, VJ）需於兩日內撤離。12日，原先由北约驻科索沃维和部队進駐，轉由UNMIK管理。
科索沃戰爭也解決了1995年到1999年之間科索沃解放軍與南斯拉夫聯盟共和國（現塞爾維亞共和國）之間的軍事衝突，使科索沃戰爭至少暫時告一段落。雖然戰後南斯拉夫聯盟共和國失去了科索沃的實質管轄權，後來科索沃在2008年也實際上獨立，但是科索沃解放軍也被迫解除所有武裝，其後部分併入UNMIK的科索沃保護部隊。

## 後續影響
2000年，科索沃解放軍解散後，其部份人員攜帶武器進入馬其頓，在馬其頓成立阿爾巴尼亞的民族解放軍（National Liberation Army, Macedonia，簡稱NLA），在2001年2月控制了馬其頓阿裔居住區。同年8月13日達成停火協議，稱為「奧赫裏德和平框架協議（Ohrid Framework Agreement）」。